# Njangassa
Njangassa est une localité du Cameroun, située dans l'arrondissement de Bamusso, le département du Ndian et la Région du Sud-Ouest.

## Population
Lors du recensement national de 2005, Njangassa comptait 301 habitants.
En 2011, une enquête de terrain estime la population à 5 334 personnes.